# Величко Філадельф Кирилович
Філаде́льф Кири́лович Вели́чко (1833—1898) — російський військовик, генерал від інфантерії, член Військової ради.

## Життєпис
Величко Філадельф Кирилович походив із дворян Полтавської губернії.
Народився 30 серпня (11 вересня) 1833 року в селі Тарандинці Лубенського повіту. Лубенські Велички вели свій родовід від козака Якова (Яцка) Величка, записаного в Реєстрі Війська Запорозького 1649 року. Велички служили в Миргородському полку, а з 1658 року в Лубенському полку на старшинських посадах аж до ліквідації полкового устрою в Лівобережній Україні в 1782 році.
Батько, Кирило Васильович Величко (1786–?), поміщик села Тарандинці, служив у Лубнах у нижному земському суді, титулярний радник. Він мав 1000 десятин землі та був власником близько 100 кріпаків.
Ф. Величко виховувався у Полтавсько-Петровському кадетському корпусі, звідки був випущений 13 серпня 1852 р. прапорщиком у 18-ту артилерійську бригаду. З нею взяв участь у Східній (Кримській) війні на Кавказькому театрі воєнних дій.
У 1859 р. закінчив Миколаївську академію Генерального штабу і як офіцер Генерального штабу проходив службу при 7-й кавалерійській дивізії гренадерського корпусу, в штабах різних дивізій Московського і Туркестанського військових округів; за час перебування в останньому окрузі брав участь у походах проти Кокандського і Бухарського ханств.
13 травня 1873 р. Величко був підвищений у генерал-майори з призначенням черговим генералом Головного штабу.
В 1875 р. — керуючий справами мобілізаційного комітету Військового міністерства.
Під час російсько-турецької війни 1877—1878 рр. — командир загону при переході військ через Балкани, генерал-квартирмейстер штабу головнокомандувача. За бойові відзнаки нагороджений Золотою зброєю.
У 1881 р. — помічник начальника Головного штабу. 30 серпня 1882 р. підвищений у генерал-лейтенанти і отримав посаду члена військово-навчального комітету і одночасно виконував обов'язки голови господарського комітету Головного штабу.
В 1894 р. стає членом Військової ради, а в 1896 р. підвищений у генерали від інфантерії.
Ф. Величко відомий також як електротехнік та метеоролог. Ставши в 1878 р. членом російського технічного товариства, відкрив при ньому IV електротехнічний відділ і був його першим головою. Заснував журнал «Електрика», влаштував електричну виставку, першу в Росії і Європі. Захопившись метеорологією, збудував на своїй ділянці на Петровському острові в Санкт-Петербурзі метеорологічну станцію. В 1890—1893 роках розробив геліограф, відомий і нині (геліограф Величка), та отримав на всесвітній виставці диплом І розряду.
Ф. Величко сприяв розвитку рідного села та повіту, надавав фінансову підтримку заснованому родиною однокласному народному училищу (1864) та особисто відвідував заняття під час своїх приїздів до села. У візитній книзі училища від 1889 р. є його власноручний запис: «Був присутнім на іспиті в школі. Виніс втішне враження від успіхів та старанності учнів, уміння учнів у святому писанні, читаннях книги та зусиль керівників школи». Побудував при Лубенській класичній гімназії метеостанцію, чи не єдину на той час в Російській імперії.
Помер 19 (31) жовтня 1898 року в Санкт-Петербурзі.

## Сім'я
Дружина, Євгенія Василівна Величко, доньки: Єлизавета Філадельфівна Величко (Лубни-Герцик) (1865—1942), померла в Брюсселі; Людмила Філадельфівна Величко (Доманевська, Невражина) (1868—1964), померла в Каннах.

## Нагороди
Кавалер дванадцяти нагород. Серед інших відзнак Ф. Величко мав ордени:
- св. Георгія 4-го ступеня,
- св. Станіслава 1-го ступеня (1875),
- св. Анни 1-го ступеня (1876),
- св. Володимира 2-го ступеня (1878),
- Білого Орла (1885).